# Piedras (film)
Piedras è un film del 2002 diretto da Ramón Salazar. La pellicola ha partecipato al Festival internazionale del Cinema di Berlino del 2002 ed è stata candidata alla vittoria dell'Orso d'oro. Per questo lungometraggio il regista ha ottenuto la nomination per il Premio Goya per il miglior regista esordiente nel 2003.
Il regista è stato anche interprete, appare nel film nel ruolo di un giovane dottore.